# Фарингіт

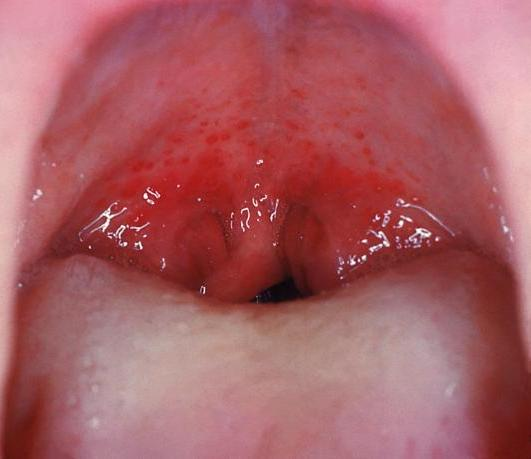
Стрептококовий фарингіт.

Фарингі́т (лат. Pharyngitis) — запалення слизової оболонки та лімфоїдної тканини глотки. Часто є симптомом захворювань респіраторної системи.

## Етіологія
Одною з причин фарингіту вважають вдихання холодного чи забрудненого повітря, вплив хімічних подразників (спирт, тютюн). Інфекційний фарингіт може бути породжений різноманітними мікроорганізмами — стафілококами, стрептококами, а також вірусами (грипу, парагрипу, аденовіруси, грибками роду Candida тощо). Іноді фарингіт розвивається внаслідок поширення інфекції з якого-небудь прилеглого до глотки вогнища запалення. Так розвивається вторинний фарингіт при синуситі, риніті, карієсі зубів.

## Клінічні прояви
Розрізняють гострий та хронічний фарингіт. Гострий фарингіт розвивається безпосередньо після впливу на слизову оболонку глотки агресивного чинника (інфекції, подразнення газом тощо). Перебіг гострого фарингіту доброякісний. Хронічний фарингіт може бути наслідком нелікованого гострого фарингіту, а також самостійним захворюванням, яке виникає при тривалому подразненні слизової оболонки глотки. У розвитку хронічного фарингіту відрізняються фази ремісії та загострення.
Основні прояви фарингіту залежать від фази захворювання. При гострому фарингіті з'являється біль у горлі або інші неприємні відчуття при ковтанні, виділення слизу та гною. Гострий фарингіт часто є самостійним захворюванням, яке розвивається після переохолодження, прийому холодної чи занадто гарячої їжі. Може спостерігатися незначне підвищення температури. Коли фарингіт є супутнім захворюванням при іншій хворобі, тоді разом з проявами фарингіту є симптоми основного захворювання (кір, скарлатина, грип тощо). У таких випадках важливим моментом слід вважати визначення першочергового захворювання з метою надання адекватного лікування.

## Збудники вірусного гострого фарингіту
1. Аденовіруси – можуть викликати не лише запалення горла, але й кон’юнктивіт, лихоманку та лімфаденопатію, часто спостерігаються характерні нашарування на мигдаликах. Вони спричиняють близько 5-10% усіх гострих респіраторних захворювань у дітей та дорослих.
2. Риновіруси – найчастіші збудники застуди, первинно вражають носову порожнину, однак запальний процес часто поширюється на глотку, що призводить до розвитку риновірусного фарингіту. Сезонні піки захворюваності спостерігаються навесні та восени.
3. Віруси парагрипу – окрім фарингіту, можуть спричиняти ларингіт із характерним «гавкаючим» кашлем, особливо у дітей. У дорослих має легкий перебіг, але у літніх осіб та пацієнтів з імунодефіцитом може призвести до тяжкої пневмонії.
4. Віруси Коксакі та ЕСНО – ентеровіруси, що мають характерну сезонність із піком захворюваності влітку та на початку осені, часто викликають герпетичну ангіну. Хвороба характеризується утворенням дрібних пухирців на м’якому піднебінні, язичку та задній стінці глотки, які швидко перетворюються на болючі виразки.
5. Коронавіруси – велика родина вірусів, які можуть викликати як легкі респіраторні симптоми, так і тяжкі патології. Сезонні піки захворюваності «класичними» коронавірусами спостерігаються в зимово-весняний період.
6. Вірус Епштейна-Барр – збудник інфекційного мононуклеозу, при якому хвороба супроводжується тривалою лихоманкою, втомлюваністю, значним збільшенням лімфовузлів, печінки та селезінки. У загальному аналізі крові виявляються атипові мононуклеари.
7. Цитомегаловірус – може викликати мононуклеозоподібний синдром із фарингітом, особливо в осіб із ослабленим імунітетом. При цьому синдромі захворювання зазвичай менш виражене, ніж при інфекційному мононуклеозі, проте системні прояви можуть бути значними. [11]

## Диференційний діагноз
При огляді горла (фарингоскопії) визначається сильне почервоніння слизової горла. В окремих випадках можливі виразкування. Також слід відрізняти гострий фарингіт від гострого тонзиліту. Гострий тонзиліт має локальне запалення, тоді як при фарингіті запальний процес приймає розлитий характер. Можливі поєднання фарингіту з тонзилітом (тонзилофарингіт).
При хронічному фарингіті симптоми хвороби менш виражені. Хворий скаржиться на відчуття першіння в горлі, сухий кашель. При загостренні симптоми хронічного фарингіту нагадують такі як при гострому фарингіті.

## Лікування
Лікування фарингіту передбачає в першу чергу усунення факторів, які спровокували захворювання. У випадку бактеріального фарингіту це досягається шляхом антибіотикотерапії, у випадку фарингіту, спричиненого подразнюючими чинниками — вдихання пилу, диму, випарів хімічних речовин — усунення дії цих чинників і використання засобів індивідуального захисту. Для успішного лікування фарингіту необхідна відмова від тютюнопаління. Будь-яке медикаментозне лікування фарингіту повинне проходити під контролем лікаря.